# Fédération internationale de korfbal
Pour les articles homonymes, voir IKF.
La Fédération internationale de korfbal  (en anglais et officiellement International Korfball Federation) (IKF)  est une association sportive internationale qui fédère plus de 80 fédérations nationales du monde entier.
Elle est responsable du classement mondial des équipes nationales, de la définition des règles officielles et de l'organisation de compétitions internationales majeures.
L'IKF est affiliée à l'Association générale des fédérations internationales de sports et à l'Association des fédérations internationales de sports reconnues par le Comité international olympique en 1993. Elle est également partie prenante de l'Agence mondiale antidopage.
La Fédération siège à Utrecht aux Pays-Bas depuis décembre 2020, après avoir siégé à Zeist.

## Associations membres
La Fédération Internationale de Korfbal a été fondée à Anvers (Belgique) le 11 juin 1933 dans le prolongement du Bureau International de Korfball créé en 1924 par les associations néerlandaise et belge.
| Afrique | Amériques | Asie-Pacifique | Europe |
| --- | --- | --- | --- |
| - Afrique du Sud (South African Korfball Federation) - Botswana (Korfball Association Botswana) - Cameroun (Association Camerounaise de Korfball) - Ghana (Ghana Korfball Federation) - Côte d'Ivoire (Federation Ivoirienne de Korfball) - Kenya (Kenya Korfball Federation) - Malawi (Malawi Korfball Association) - Maroc (Moroccan Association for Korfball) - Zambie (Korfball Federation of Zambia) - Zimbabwe (Zimbabwe Korfball Federation) | - Argentine (Asociación de Korfball Argentina) - Aruba (Korfball Bond Aruba) - Brésil (Korfball Federation of Brazil) - Canada (Canada Korfball Association) - Colombie (Federacion Korfball Colombia) - Costa Rica (Costa Rica Korfball Association) - Curaçao (Curacaose Korfbalbond) - République dominicaine (FEKORD) - Suriname (Suriname Korfball Federation) - États-Unis (United States Korfball Federation) | Asie - Chine (Chinese Korfball Association) - Taipei (Chinese Taipei Korfball Association) - Hong Kong (Hong Kong China Korfball Association) - Inde (India Korfball Committee) - Indonésie (Persatuan Korfball Seluruh Indonesia) - Japon (Japan Korfball Association) - Corée du Sud (Korea Korfball Federation) - Macao (Macau Korfball Association) - Malaisie (Malaysian Korfball Association) - Népal (Korfball Federation of Nepal) - Pakistan (Pakistan Korfball Federation) - Philippines (Philippine Korfball Federation) - Singapour (Singapore Korfball Federation) - Sri Lanka (Korfball Sri Lanka) - Thaïlande (Thailand Korfball Association) Pacifique - Australie (Korfball Australia) - Nouvelle-Zélande (Korfball New Zealand) | \| - Arménie (Korfball Federation of Armenia) - Biélorussie (Belarus Korfball Federation) - Belgique (Royal Belgian Korfball Federation) - Bosnie-Herzégovine (Korfball Federation of Bosnia and Herzegovina) - Bulgarie (Bulgarian Federation Korfball and Intercrosse) - Catalogne (Federacio Catalana de Korfbal) - Croatie (Croatian Korfball Federation) - Chypre (Cyprus Korfball Federation) - République tchèque (Czech Korfball Association) - Angleterre (English Korfball Association) - Finlande (Finnish Korfball Committee) - France (Fédération Korfball France) - Géorgie (Georgian Korfball Federation) - Allemagne (Deutscher Turner-Bund e.V) - Grèce (Hellenic Korfball & Ball-Sports Federation) - Hongrie (Hungarian Korfball Association) \| - Irlande (Irish Korfball Association) - Italie (Federazione Italiana Korfball) - Luxembourg (Federation Luxembourgeoise du Korfball) - Pays-Bas (Koninklijk Nederlands KorfbalVerbond) - Pologne (Polski Związek Korfballu) - Portugal (Federação Portuguesa de Corfebol) - Roumanie (Romanian Korfball Federation) - Russie (Russian Korfball Federation) - Écosse (Scottish Korfball Association) - Serbie (Korfball Federation of Serbia) - Slovaquie (Slovak Korfball Association) - Suède (Swedish Korfball Committee) - Suisse (Fédération Suisse de Korfball) - Turquie (Turkish Developing Sports Federation) - Ukraine (Ukrainian Korfball Association) - Pays de Galles (Welsh Korfball Association) \| |
| - Arménie (Korfball Federation of Armenia) - Biélorussie (Belarus Korfball Federation) - Belgique (Royal Belgian Korfball Federation) - Bosnie-Herzégovine (Korfball Federation of Bosnia and Herzegovina) - Bulgarie (Bulgarian Federation Korfball and Intercrosse) - Catalogne (Federacio Catalana de Korfbal) - Croatie (Croatian Korfball Federation) - Chypre (Cyprus Korfball Federation) - République tchèque (Czech Korfball Association) - Angleterre (English Korfball Association) - Finlande (Finnish Korfball Committee) - France (Fédération Korfball France) - Géorgie (Georgian Korfball Federation) - Allemagne (Deutscher Turner-Bund e.V) - Grèce (Hellenic Korfball & Ball-Sports Federation) - Hongrie (Hungarian Korfball Association) | - Irlande (Irish Korfball Association) - Italie (Federazione Italiana Korfball) - Luxembourg (Federation Luxembourgeoise du Korfball) - Pays-Bas (Koninklijk Nederlands KorfbalVerbond) - Pologne (Polski Związek Korfballu) - Portugal (Federação Portuguesa de Corfebol) - Roumanie (Romanian Korfball Federation) - Russie (Russian Korfball Federation) - Écosse (Scottish Korfball Association) - Serbie (Korfball Federation of Serbia) - Slovaquie (Slovak Korfball Association) - Suède (Swedish Korfball Committee) - Suisse (Fédération Suisse de Korfball) - Turquie (Turkish Developing Sports Federation) - Ukraine (Ukrainian Korfball Association) - Pays de Galles (Welsh Korfball Association) | | |